# Karamurat – sein Kungfu ist tödlich
Karamurat – sein Kungfu ist tödlich ist ein türkisch-italienischer Actionfilm aus dem Jahr 1977. Der Film wurde vom Regisseur Natuk Baytan gedreht und erschien am 1. Februar 1977 in der Türkei und in Italien am 27. Januar 1978 in den Kinos. Der Film basiert auf der Comicfigur Kara Murat von Rahmi Turan. Weitere Videoveröffentlichungen erfolgten unter den Titeln Der Rächer des Khan und Kara Murat – Der Rächer Anatoliens.

## Handlung
1456 hat Mehmed beschlossen, die Grenzen seines Reiches nach Osten in die Ländereien der Aq Qoyunlu auszudehnen. Mustafa widersetzt sich jedoch der Herrschaft des Sultans und sperrt die von ihm entsandten Botschafter ein. Sultan Mehmed beauftragt Kara Murat, Mustafa zu ermorden.

## Synchronisation
| Figur              | Schauspieler     | Deutscher Synchronsprecher |
| ------------------ | ---------------- | -------------------------- |
| Kara Murat         | Cüneyt Arkın     | Reiner Schöne              |
| Botschafter        | Kadir Savun      | Bruno W. Pantel            |
| Zeynep             | Daniela Giordano | Marianne Groß              |
| Gesandter des Khan | Hayati Hamzaoğlu | Norbert Gastell            |
| Gouverneur Mustafa | Pasquale Basile  | Hartmut Neugebauer         |
| Lotar              | Yavuz Selekman   | Fred Klaus                 |
| Sultan Mehmed      | Bora Ayanoğlu    | Thomas Reiner              |

## Rezeption
- Lexikon des internationalen Films: Kein gängiger Kungfu-Schlägerfilm, sondern eine Art Märchen mit einigen Kampfszenen, primitiver Komik und etwas Sex.[4]

## Bemerkungen
In Deutschland wurde als Regisseur Herb Al Bauer genannt, was als Pseudonym für Ernst Hofbauer galt (siehe auch 3 Teufelskerle lachen alles nieder).
In der Türkei wird als Kameramann Çetin Gürtop genannt, der auch andere Filme der Kara-Murat-Reihe gedreht hat.

## Trivia
- Am 23. September 2022 präsentierten Oliver Kalkofe und Peter Rütten Karamurat – sein Kungfu ist tödlich auf Tele5 in der Reihe Die schlechtesten Filme aller Zeiten, besser bekannt unter dem Kürzel SchleFaZ.